# Умбаев, Насими
Насими Умбаев (род. 3 октября 1994, Баку) — азербайджанский самбист (весовая категория до 52 кг), бронзовый призёр чемпионата Европы 2019 года.
В юности занимался дзюдо, в 2009 году выиграл международный молодёжный турнир памяти Ази Асланова в Баку в весовой категории до 46 кг.
В 2012 году разделил 3-4-е места на чемпионате Европы среди молодёжи в Бухаресте (весовая категория до 48 кг). В 2015 году стал серебряным призёром Кубка мира по самбо в Москве, уступив в финале Беймбету Канжанову. После этого получил тяжёлую травму и три года не выступал. Вернулся на крупные соревнования на чемпионате Европы 2019 года в Хихоне, где разделил 3-4-е места с Левани Берберашвили. По словам Умбаева, в связи с длительным перерывом ему не хватило соревновательного опыта.